# Golo Euler
Golo Euler (ur. 8 września 1982 w Starnbergu) – niemiecki aktor teatralny, telewizyjny i filmowy.

## Wybrana filmografia

### Filmy
- 2009: Czterdziestka plus szuka nowej miłości (40+ sucht neue Liebe, TV)
- 2011: Kasimir und Karoline (TV) jako Kasimir
- 2013: Biegnij, chłopcze, biegnij (Lauf, Junge, lauf) jako SS-Mann
- 2014: Grand Budapest Hotel jako funkcjonariusz milicji z Lutz
- 2015: Mama na patrolu (Mutter auf Streife, TV) jako młodszy policjant
- 2015: Lotta i odwieczne pytanie: „dlaczego?” (Lotta & das ewige Warum, TV) jako David Bülow
- 2015: Niedokończony interes (Unfinished Business) jako mężczyzna w tłumie
- 2015: Nie mów do mnie dziadku (Opa, ledig, jung, TV) jako Bastian
- 2015: W maju niech się dzieje, co chce (En mai, fais ce qu'il te plaît) jako umierający niemiecki żołnierz
- 2016: Fado jako Fabian
- 2016: Wakacje (Ferien) jako Adam
- 2017: Laim und die Zeichen des Todes (TV) jako Christian Odenthal / Uriel
- 2018: Die Toten von Salzburg - Königsmord (TV) jako Rupert Gschwandtner
- 2019: Die Ungewollten - Die Irrfahrt der St. Louis (TV) jako Walter Stern
- 2020: Schwartz & Schwartz: Bestie von Malchow (TV) jako Mads Schwartz

### Seriale TV
- 2007: Alles außer Sex jako Marco König
- 2009-2016: Burza uczuć jako Hendrik Bruckner
- 2010: Unter Verdacht jako Xaver Mayr
- 2011-2012: Heiter bis tödlich - Henker & Richter jako Peter Schulte jr.
- 2012: Ostatni gliniarz (Der Letzte Bulle) jako Daniel Wesselburg
- 2013: Notruf Hafenkante jako Sebastian Thomsen
- 2014: Tatort: Im Schmerz geboren jako David Harloff
- 2016: Stacja Berlin jako oficer CIA
- 2017: Tatort: Hardcore jako Markus Harms
- 2017: Kobra – oddział specjalny - odc. „Halloween” jako Michael Meyers
- 2017: Zmowa milczenia (Das Verschwinden) jako Kai Jessel
- 2018: Tatort: Unter Kriegern jako Joachim Voss
- 2019: Sarah Kohr jako Dan Margraf